# Dionysios från Halikarnassos
Dionysios från Halikarnassos, född omkring 60 f.Kr. i Halikarnassos, död omkring 7 f.Kr., var en grekisk historiker och lärare i retorik, som var verksam under kejsar Augustus regeringstid.
Dionysios från Halikarnassos var verksam i Rom, där han ägnade sig i 22 år åt att studera latin och förbereda sig för sitt historieverk. Under den tiden gav han undervisning i retorik. Historieverket Ῥωμαική ἀρχαιολογία (Rhōmaikē arkhaiologia, Romerska antikviteter) behandlar Romarrikets historia från den mytiska perioden till första puniska kriget.
Historieverket upptar 20 band, av vilka de första nio är bevarade i sin helhet, och del 10 och 11 är nästan intakta. Av återstoden finns endast fragment bevarade ur Konstantin VII:s verk, samt ett epitom upptäckt av Angelo Mai. Appians första tre böcker och Plutarkos biografi över Camillus, utgörs också mycket av Dionysios verk.
Han författade även mindre verk om retorik och litteratur, till exempel Peri Mimeseos (Om imitering), kommentarer om de attiska talarna (där han behandlar Lysias, Isaeus, Dinarkos och Isokrates), och Perì lektikês Demosthenous deinotetos (Om Demosthenes stil).